# Микайла Мендес
Микайла Мендес (на английски: Mikayla Mendez) е американска порнографска актриса от мексикански произход.
Родена е на 29 август 1980 г. в град Бърбанк, щата Калифорния, САЩ.

## Кариера
Дебютира като актриса в порнографската индустрия през 2003 г., когато е на 23 години.
Първоначално използва псевдонима Микайла. През 2008 г. подписва ексклузивен договор с компанията „Уикед Пикчърс“ и тогава добавя към псевдонима си и името Мендес.
Участва заедно с Кейлани Лей и Джесика Дрейк в комедийния филм „Толкова по-добре“.

## Награди и номинации
| Година | Церемония     | Резултат  | Категория | Филм               |
| ------ | ------------- | --------- | --- | ------------------ |
| 2008   | AVN награда   | Номинация | Непризната звезда. |                    |
| 2009   | AVN награда   | Номинация | Най-добра секс сцена с тройка само момичета (с Одри Битони и Виктория Син) | „Земя без мъже 43“ |
| 2009   | AVN награда   | Номинация | Най-добра групова секс сцена (с Кейлани Лей, София Санти, Евън Стоун и Бари Скот) | „Уикед“            |
| 2010   | AVN награда   | Носителка | Най-добра групова секс сцена във филм (с Джесика Дрейк, Алектра Блу, Кърстен Прайс, Кейлани Лей, Тори Лейн, Джейдън Джеймс, Кайла Карера, Брад Армстронг, Роко Рийд, Маркус Лондон, Мик Блу, Т.Джей Къмингс и Ранди Спиърс) | „2040“             |
| 2010   | XFANZ награда | Номинация | Латино звезда на годината. |                    |